# Kalampa
Kalampa is een bestuurslaag in het regentschap Bima van de provincie West-Nusa Tenggara, Indonesië. Kalampa telt 4032 inwoners (volkstelling 2010).